# Ryan Luther
Ryan Shanahan Luther (Gibsonia, 10 settembre 1995) è un cestista statunitense.